# Tolleshunt Major
 (avril 2023).
Pour les articles homonymes, voir Tolleshunt.
Tolleshunt Major est un village et une paroisse civile de l'Essex, en Angleterre.